# Magical Princess Minky Momo
Magical Princess Minky Momo (яп. 魔法のプリンセス ミンキー モモ Махо: но Пуринсэсу Минки: Момо, Принцесса-волшебница Минки Момо) — цикл японских аниме-сериалов.
Существует три серии произведений внутри цикла. Все они имеют схожее название и одноименных похожих друг на друга главных героинь. Первая серия, часто называемая Sora Momo («Небесная Момо»), демонстрировалась в 1982 году, дизайном персонажей занимался Тоёо Асида. Вторая серия Umi Momo («Морская Момо») транслировалась в 1991 году.
Обе серии носят одинаковое название, но у второй есть подзаголовок Magical Princess Minky Momo: Embracing the Dream (яп. 魔法のプリンセス ミンキー モモ: 夢を抱きしめて Махо: но Пуринсэсу Минки: Момо: Юмэ о Дакисимэтэ, Принцесса-волшебница Минки Момо: Обнимая мечту).
Кроме сериалов, вышли 4 OVA-сериала: Magical Princess Minky Momo: Yume no naka no Rondo (1985), Magical Princess Minky Momo: Hitomi no Seiza (1987), Minky Momo: Yume ni Kakeru Hashi (1993) и Minky Momo: Tabidachi no Eki (1994). В последних двух заголовок вместо Magical Princess Minky Momo стал просто Minky Momo, так как героиня перестала быть принцессой-волшебницой.
Третья серия Momo существует только в виде манги Miracle Dream Minky Momo. О выходе третьего аниме не было заявлено.
Считается, что Момо во многом схожа с Момотаро, персонажем японского сказочного фольклора, которого как и Момо сопровождали птица, обезьяна и собака.

## Сюжет

### Magical Princess Minky Momo
По сюжету первого сериала, Момо — принцесса «Фенаринарсы» (яп. フェナリナーサ Фэнарина:са, Страна небесных мечтаний). Здесь обитают многие сказочные персонажи. Однако страна находится под угрозой исчезновения, так как современные люди перестали верить в чудеса, тем самым потеряв мечты и надежды. Король и Королева отправляют свою дочь Момо на Землю, чтобы заставить людей снова поверить в чудеса и мечты. Момо сопровождают: собака Синдбук, обезьяна Мокко и птичка Пилил. На Земле Момо принимает облик девочки-подростка. В нужных ситуациях Момо снова преобразовывается во взрослую девушку, например, становится стюардессой, офицером полиции, футбольным менеджером или ветеринаром. Каждый раз, когда Момо приносит счастье человеку, на короне Фенаринарсы появляется драгоценный камень. Как только все 12 камней появятся на короне, то королевство вернётся на Землю.
Однако планы срываются, и Момо сначала теряет все свои магические силы, а потом и умирает, но вскоре перерождается в человеческого ребёнка в новой семье, со своими мечтами. Момо предстоит спасти людей от злых сил, которые пытаются навредить людям.

### Magical Princess Minky Momo: Hold on to Your Dreams
Во втором сериале сюжет во многом схож, но Момо прибывает из волшебного мира Маринаса (яп. マリンナーサ Марина:са, Страна морских фантазий), её сопровождают животные: собака Кукбук, птица Липипи и обязьяна Тярмо. Она весело живёт на земле, и её принимают в новую семью бездетная пара, для которых она становится дочерью. Она использует магию, чтобы сделать людей счастливыми.
Позже Момо и её семья становятся беженцами и героиня осознает, что существует множество несчастных людей. Она встречается с героиней первого сериала и решает использовать свою магию, чтобы решить многие социальные вопросы и спасти человеческие мечты. Несмотря на её усилия, магия и волшебные создания начинают постепенно исчезать. Король и королева Маринасы решают бежать с Земли. Однако Момо решает остаться и осуществить мечту её приёмных родителей — иметь ребёнка, всё ещё веря, что мечты никогда не будут потеряны.

## Аниме
Первый сериал под названием был выпущен студией Ashi Productions и транслировался по телеканалу TV Tokyo с 18 марта 1982 по 26 мая 1983 года. Всего было выпущено 63 серии. Конец сериала был назван одной из вех сёдзё в изменении стереотипа жанра. Аниме заняло 70 место в рейтинге 100 лучших аниме по версии TV Asahi в 2005 году.
Роли озвучивали
- Мами Кояма — Минки Момо
- Хироси Масуока — Король
- Эмико Цукада — Королева
- Рокуро Ная — Отец
- Мика Дой — Мать
- Исаму Танонака — Синдобукку
- Рэйко Кито — Моття
- Юко Мита — Пипиру
- Сигэру Тиба — Кадзира

Второй сезон Mahou no Princess Minky Momo: Yume wo Dakishimete создан той же компанией и транслировался по телеканалу Nippon Television со 2 октября 1991 по 23 декабря 1992 года.
Роли озвучивали
- Мэгуми Хаясибара — Минки Момо
- Тосихару Сакурай — Кукку Букку
- Тиса Ёкояма — Рупипи
- Мари Масиба — Тямо
- Масаси Эбара — Отец
- Миса Ватанабэ — Мать
- Кэнъити Огата — Король
- Мари Ёкоо — Королева
- Юко Минагути — Шадоу
- Рика Фуками — Руби
- Хироми Цуру — Бренда
- Тика Сакамото — Александра
- Акира Исида — Джо
- Ай Орикаса — Леонардо

За роль Минки Момо в 1982 и 1983 годах Мами Кояма два года подряд удостаивалась звания «Лучшая женщина-сэйю года» по версии журнала Animage, а Мэгуми Хаясибара в 1991 и 1992 годах одновременно за роли Минки Момо и женского облика Ранмы Саотомэ из «Ранма ½» была признана журналом «Лучшим сэйю года».

Создание нового аниме про приключения Момо обсуждалось студией Production Reed на Международной ярмарке аниме в Токио в 2009 году.

### OVA
Студией Ashi Productions было также выпущены 2 OVA серии в 1985 и 1987 году. А также ещё 2 OVA-серии выпущены студиями Studio Junio и Studio Live в 1993 и 1994 году.
В последних 2-х OVA сериях Момо больше не является принцессой-волшебницей.
Также студией Pierrot была выпущена OVA-серия, где главными героинями становятся Момо и Крими Мами, главная героиня из другого известного сериала — Maho no Tenshi Creamy Mami.

### Саундтрек
Начальные композиции:
- Love, Love, Minky Momo, исполненная Мами Кояма — телесериал 1982 года.
- Organ wo tomenai de / オルゴールを止めないで, исполненная Сига Марико — OVA 1985 года.
- Yumemiru Heart (夢みるハート), исполненная Манами Комори — телесериал 1991 года.
- Yume o Dakishimete, исполненная Мэгуми Хаясибарой — телесериал 1991 года.

Завершающие композиции:
- Minky suteki Doriminpa, исполненная Мами Кояма — телесериал 1982 года.
- Yume no Naka no Rondo / 夢の中の輪舞, исполненная Сига Марико — OVA 1985 года.
- Daba Daba Fallin' Love (ダバダバ Fallin' Love), исполненная Манами Комори — телесериал 1991 года.
- Suki yori daisuki Minky Smile, исполненная Мэгуми Хаясибарой — телесериал 1991 года.
- Bon Voyage!, исполненная Мэгуми Хаясибарой — OVA 1994 года.

Синглы
- Mahou no Princess Minky Momo: Yume no Naka no Rondo (1985)

исполнена Марико Сигой, EP, Victor Entertainment, KV-3068
- Mahou no Princess Minky Momo: Yumemiru Heart (1991)

(CD) STAR CHILD, KIDA 31
- Mahou no Princess Minky Momo: Yume wo Dakishimete (1992)

(CD) STAR CHILD, KIDA 42
- Mahou no Princess Minky Momo: LOVE CALL (1993)

(CD) STAR CHILD, 8SSX 69
Альбомы
- Magical Princess Minky Momo: Yume no Naka no Rondo Ongakuhen (1985)

(LP) Victor Entertainment, JBX-25066
(CD) Victor Entertainment, VDR-1073
- Magical Princess Minky Momo: Fenarinarsa Song Festival (1985)

(CD) Victor Entertainment, VDR-1085
- Mahou no Princess Minky Momo: DaBaDaBa DaBaDa (1992)

(CD) King Records KICA-79
- Mahou no Princess Minky Momo: Yuki ga Yandara (1992)

(CD) King Records, KICA-109
- Mahou no Princess Minky Momo: Utau Fairy Tale! (1992)

(CD) King Records, KICA-120
- Mahou no Princess Minky Momo: LOVE STAGE (1993)

(CD) King Records, KICA-131
- Mahou no Princess Minky Momo: Yume ni Kakeru Hashi (1993)

(CD) King Records, KICA-146
- Mahou no Princess Minky Momo: Someday My Prince Will Come (1994)

(CD) Victor Entertainment, VICL-23060 (also released on LP)
- Mahou no Princess Minky Momo: Tabidachi no Eki (1994)

(CD) King Records, KICA-196
- Mahou no Princess Minky Momo: Someday My Prince Will Come TV/OVA (1994)

(CD) Victor Entertainment, VICL-23060
- Dendō Twin Series Magical Princess Minky Momo TV-ban OVA-ban (1999)

(CD) Victor Entertainment, VICL-60419/20